# Roches, Creuse
Roches este o comună în departamentul Creuse din centrul Franței. În 2009 avea o populație de 389 de locuitori.

## Evoluția populației
| An        | 1975 | 1982 | 1990 | 1999 | 2006 | 2009 |
| --------- | ---- | ---- | ---- | ---- | ---- | ---- |
| Populație | 484  | 463  | 420  | 389  | 400  | 389  |